# Ohama Kagetaka
Ohama Kagetaka est un nom japonais traditionnel ; le nom de famille (ou le nom d'école), Ohama, précède donc le prénom (ou le nom d'artiste).
Ohama Kagetaka (小浜景隆, 1540-1597) est un pirate japonais de  la fin des époques Sengoku et Azuchi-Momoyama. Il opère dans la province de Shima (à présent partie de la préfecture de Mie) et devient plus tard un général de premier plan à la fois pour les forces navales de Takeda Shingen et de Tokugawa Ieyasu avant de mourir en 1597 à l'âge de 57 ans.

## Histoire
Ohama est actif comme chef de pirates dans la zone qui est à présent Obama dans la ville de Toba, préfecture de Mie. Il dispose d'un grand pouvoir dans la région de la baie d'Ise et possède une grande influence sur le clan Kitabatake qui tient le poste de gouverneur de la province d'Ise. Ohama contrôle les pirates de la famille Kitabatake et possède un atakebune, mais il est défait par Kuki Yoshitaka qui s'est allié avec Oda Nobunaga dans sa tentative d'unifier la province de Shima. À la suite de quoi, la baie d'Ise est envahie.

## Source
- (en) Cet article est partiellement ou en totalité issu de l’article de Wikipédia en anglais intitulé « Ohama Kagetaka » (voir la liste des auteurs).